# 坦皮科事件
坦皮科事件是1914年4月9日發生的一起美墨軍人衝突事件。當天九名美國海軍水手上岸來到坦皮科获取补给时被墨西哥军队扣留。美國海军司令要求墨西哥释放美国水兵，并要求墨西哥道歉、升起美国国旗並對其敬礼，并鸣放二十一响礼炮。 墨西哥拒绝了这一要求。而在此之前，美國方面拒絕承認通過政變上台的維多利亞諾·韋爾塔是墨西哥的合法總統。這使得美墨兩國關係惡化。:36–37